# Horace Brown
Horace Hallock Brown, detto Hal (Madison, 30 marzo 1898 – Houston, 25 dicembre 1983), è stato un mezzofondista statunitense, specializzato nei 3000 metri piani.

## Palmarès

### Olimpiadi
- Oro a Anversa 1920 nei 3000 metri piani a squadre.